# Lajos Szűcs (1943–2020)
Lajos Szűcs (ur. 10 grudnia 1943 w Apatinie, zm. 12 lipca 2020 w Budapeszcie) – węgierski piłkarz grający na pozycji obrońcy. W swojej karierze rozegrał 37 meczów w reprezentacji Węgier i strzelił w nich 2 gole.

## Kariera klubowa
Swoją karierę piłkarską Szűcs rozpoczynał w klubie Újpesti Dózsa z Budapesztu, w którym grał w drużynie juniorów. W 1963 roku odszedł do Dorogi Bányász. W sezonie 1963 zadebiutował w nim w pierwszej lidze. W 1966 roku odszedł do Ferencvárosi TC. W latach 1967 i 1968 dwukrotnie z rzędu wywalczył mistrzostwo Węgier. W sierpniu 1968 wystąpił w przegranym dwumeczu finałowym Pucharu Miast Targowych z Leeds United (0:1, 0:0). W 1968 roku został wybrany Piłkarzem Roku na Węgrzech.
W 1970 roku Szűcs odszedł z Ferencvárosi do Honvédu Budapeszt. W 1971 roku jako zawodnik Honvédu po raz drugi został wybrany Najlepszym Piłkarzem na Węgrzech. W 1977 roku przeszedł do Budapest Vasas Izzó, a swoją karierę piłkarską kończył w klubie Hévíz FC w 1982 roku.

## Kariera reprezentacyjna
W reprezentacji Węgier Szűcs zadebiutował 23 kwietnia 1967 roku w wygranym 1:0 towarzyskim meczu z Jugosławią. W 1972 roku zajął z Węgrami 4. miejsce na Euro 72. Na tym turnieju zagrał w jednym meczu, o 3. miejsce z Belgią (1:2).
W swojej karierze Szűcs dwukrotnie wystąpił na letnich igrzyskach olimpijskich. W 1968 roku na igrzyskach w Meksyku zdobył złoty medal, a w 1972 roku na igrzyskach w Monachium - srebrny. Od 1967 do 1973 roku rozegrał w kadrze narodowej 37 meczów i strzelił 2 gole.
| Mecze i gole w reprezentacji | Mecze i gole w reprezentacji | Mecze i gole w reprezentacji | Mecze i gole w reprezentacji | Mecze i gole w reprezentacji | Mecze i gole w reprezentacji | Mecze i gole w reprezentacji |
| #                            | Data                         | Stadion                      | Rywal                        | Wynik                        | Gol                          | Rozgrywki                    |
| 1967                         | 1967                         | 1967                         | 1967                         | 1967                         | 1967                         | 1967                         |
| ---------------------------- | ---------------------------- | ---------------------------- | ---------------------------- | ---------------------------- | ---------------------------- | ---------------------------- |
| 1.                           | 23.04.1967                   | Budapeszt, Węgry             | Jugosławia                   | 1:0                          | 0                            | towarzyski                   |
| 2.                           | 10.05.1967                   | Budapeszt, Węgry             | Holandia                     | 2:1                          | 0                            | el. ME 1968                  |
| 3.                           | 24.05.1967                   | Kopenhaga, Dania             | Dania                        | 0:2                          | 0                            | el. ME 1968                  |
| 4.                           | 06.09.1967                   | Wiedeń, Austria              | Austria                      | 3:1                          | 0                            | towarzyski                   |
| 5.                           | 27.09.1967                   | Budapeszt, Węgry             | NRD                          | 3:1                          | 0                            | el. ME 1968                  |
| 6.                           | 29.10.1967                   | Lipsk, NRD                   | NRD                          | 0:1                          | 0                            | el. ME 1968                  |
| 1968                         |                              |                              |                              |                              |                              |                              |
| 7.                           | 04.05.1968                   | Budapeszt, Węgry             | ZSRR                         | 2:0                          | 0                            | el. ME 1968                  |
| 8.                           | 11.05.1968                   | Moskwa, ZSRR                 | ZSRR                         | 0:3                          | 0                            | el. ME 1968                  |
| 1969                         |                              |                              |                              |                              |                              |                              |
| 9.                           | 25.05.1969                   | Budapeszt, Węgry             | Czechosłowacja               | 2:0                          | 0                            | el. MŚ 1970                  |
| 10.                          | 08.06.1969                   | Dublin, Irlandia             | Irlandia                     | 2:1                          | 0                            | el. MŚ 1970                  |
| 11.                          | 15.06.1969                   | Kopenhaga, Dania             | Dania                        | 2:3                          | 0                            | el. MŚ 1970                  |
| 12.                          | 14.09.1969                   | Praga, Czechosłowacja        | Czechosłowacja               | 3:3                          | 0                            | el. MŚ 1970                  |
| 13.                          | 22.10.1969                   | Budapeszt, Węgry             | Dania                        | 3:0                          | 1                            | el. MŚ 1970                  |
| 14.                          | 05.11.1969                   | Budapeszt, Węgry             | Irlandia                     | 4:0                          | 0                            | el. MŚ 1970                  |
| 1971                         |                              |                              |                              |                              |                              |                              |
| 15.                          | 04.04.1971                   | Wiedeń, Austria              | Austria                      | 2:0                          | 0                            | towarzyski                   |
| 16.                          | 24.04.1971                   | Budapeszt, Węgry             | Francja                      | 1:1                          | 0                            | el. ME 1972                  |
| 17.                          | 21.07.1971                   | Rio de Janeiro, Brazylia     | Brazylia                     | 0:0                          | 0                            | towarzyski                   |
| 18.                          | 01.09.1971                   | Budapeszt, Węgry             | Jugosławia                   | 1:2                          | 0                            | towarzyski                   |
| 19.                          | 25.09.1971                   | Budapeszt, Węgry             | Bułgaria                     | 2:0                          | 0                            | el. ME 1972                  |
| 20.                          | 09.10.1971                   | Paryż, Francja               | Francja                      | 2:0                          | 0                            | el. ME 1972                  |
| 21.                          | 27.10.1971                   | Budapeszt, Węgry             | Norwegia                     | 4:0                          | 1                            | el. ME 1972                  |
| 22.                          | 14.11.1971                   | Gżira, Malta                 | Malta                        | 2:0                          | 0                            | el. ME 1972                  |
| 1972                         |                              |                              |                              |                              |                              |                              |
| 23.                          | 12.01.1972                   | Madryt, Hiszpania            | Hiszpania                    | 0:1                          | 0                            | towarzyski                   |
| 24.                          | 29.03.1972                   | Budapeszt, Węgry             | RFN                          | 0:2                          | 0                            | towarzyski                   |
| 25.                          | 29.04.1972                   | Budapeszt, Węgry             | Rumunia                      | 1:1                          | 0                            | el. ME 1972                  |
| 26.                          | 06.05.1972                   | Budapeszt, Węgry             | Malta                        | 3:0                          | 0                            | el. MŚ 1974                  |
| 27.                          | 14.05.1972                   | Bukareszt, Rumunia           | Rumunia                      | 2:2                          | 0                            | el. ME 1972                  |
| 28.                          | 25.05.1972                   | Sztokholm, Szwecja           | Szwecja                      | 0:0                          | 0                            | el. MŚ 1974                  |
| 29.                          | 17.06.1972                   | Liège, Belgia                | Belgia                       | 1:2                          | 0                            | ME 1972                      |
| 30.                          | 27.08.1972                   | Norymberga, RFN              | Iran                         | 5:0                          | 0                            | IO 1972                      |
| 31.                          | 31.08.1972                   | Augsburg, RFN                | Dania                        | 2:0                          | 0                            | IO 1972                      |
| 32.                          | 03.09.1972                   | Pasawa, RFN                  | NRD                          | 2:0                          | 0                            | IO 1972                      |
| 33.                          | 10.09.1972                   | Monachium, RFN               | Polska                       | 1:2                          | 0                            | IO 1972                      |
| 34.                          | 15.10.1972                   | Wiedeń, Austria              | Austria                      | 2:2                          | 0                            | el. MŚ 1974                  |
| 1973                         |                              |                              |                              |                              |                              |                              |
| 35.                          | 29.04.1973                   | Budapeszt, Węgry             | Austria                      | 2:2                          | 0                            | el. MŚ 1974                  |
| 36.                          | 16.05.1973                   | Karl-Marx-Stadt, NRD         | NRD                          | 1:2                          | 0                            | towarzyski                   |
| 37.                          | 13.06.1973                   | Budapeszt, Węgry             | Szwecja                      | 3:3                          | 0                            | el. MŚ 1974                  |